# Чёрный фронт (Германия)
Чёрный фронт (нем. Schwarze Front) или Боевое сообщество революционных национал-социалистов (нем. Kampfgemeinschaft Revolutionärer Nationalsozialisten)— движение, основанное Отто Штрассером и его сторонниками, после их выхода из НСДАП в 1930 году.

## История
4 июля 1930 года Отто Штрассер и его сторонники выходят из Национал-социалистической партии. В этот же день во многих городах Северной Германии появились листовки, озаглавленные «Социалисты покидают НСДАП». Призыв был подписан Отто Штрассером, Альфредом Решке, Ойгеном Моссаковским, Вильгельмом Корном, Гербертом Бланка и ещё 20 сторонниками Штрассера. Брат Отто Грегор Штрассер крайне осудил действия своего брата и заявил, что полностью поддерживает Адольфа Гитлера и возглавляемую им НСДАП. После разрыва отношений между братьями и создания «Боевого содружества революционных национал-социалистов» Отто Штрассер оказался полностью изолированным от социалистического крыла НСДАП.
В августе 1930 года к революционным национал-социалистам стали присоединятся видные члены НСДАП, покинувшие её. 7 июля к КГРНС присоединились 5 депутатов городского совета Пренцлау от нацистской партии и исполняющий обязанности гауляйтера Бранденбурга Рудольф Рэм. Позднее присоединился и один из руководителей берлинской организации НСДАП Бобе. К КГРНС также присоединилось «Национал-социалистическое рабочее сообщество», созданное ранее из исключенных членов НСДАП в Шлезвиг-Гольштейне. Последними видными деятелями, покинувшими нацистскую партию, стали гауляйтер Бранденбурга Эмиль Хольтц, гауляйтер Данцига Бруно Фрике.
На 15 июля 1930 года в рядах Боевого сообщества революционных национал-социалистов насчитывалось около 5000 человек, из которых 260 человек находились в Берлине, около 1000 — в Бранденбурге, 1500 — в Саксонии, около 2000 — в Руре и 200 — в Мекленбурге.
I рейхсконгресс КГРНС состоялся 26 октября 1930 года. Было решено, что цели и идеологию революционных национал-социалистов будут определять исключительно «14 тезисов Немецкой революции». Эмблемой КГРНС выбрали пересекающиеся меч и молот, цвет флага — чёрный. Был принят Устав КГРНС, в котором значилось, что «целью КГРНС являлась внутренняя и внешняя свобода немецкого народа, которая могла быть достигнута благодаря социалистической революции и национально-освободительной борьбе».
2—4 октября 1931 года состоялся II рейхсконгресс Боевого сообщества революционных национал-социалистов, на котором был принят Манифест «Чёрного фронта», выраженный в антикапиталистических тонах. 3 октября было объявлено о создании объединения «Чёрный фронт», куда вошли КГРНС, Независимое национал-социалистическое боевое движение Германии, под руководством Вальтера Штеннеса и ряд других национал-революционных организаций.
Несмотря на имевшуюся поддержку, Чёрный фронт оказался не в состоянии эффективно противостоять НСДАП. После прихода национал-социалистов к власти, Отто Штрассер был вынужден эмигрировать сначала с трудом перейдя границу в Австрию, после аншлюса в Чехословакию, затем в Соединённые Штаты и Канаду. Ряд членов Чёрного фронта были отправлены в концентрационные лагеря, другая часть — эмигрировала.
Во время событий «Ночи длинных ножей» было ликвидировано левое крыло НСДАП и убит Грегор Штрассер.